# Josyp Folys
Josyp Folys, cyrilicí Йосип Фолис, též Josef Folis (26. října 1862 Sknyliv – 9. října 1917 Vídeň), byl rakouský řeckokatolický duchovní a politik ukrajinské (rusínské) národnosti z Haliče, na počátku 20. století poslanec Říšské rady.

## Biografie
Působil jako řeckokatolický farář v Sknylivě. Byl národním aktivistou v regionu Lvova. Svůj majetek odkázal ukrajinským institucím.
Působil také coby poslanec Říšské rady (celostátního parlamentu Předlitavska), kam usedl ve volbách do Říšské rady roku 1907, konaných poprvé podle všeobecného a rovného volebního práva. Byl zvolen za obvod Halič 64. Mandát obhájil ve volbách do Říšské rady roku 1911. Poslancem byl do své smrti roku 1917. Pak ho v parlamentu nahradil Volodymyr Bačynskyj.
Patřil k Ukrajinské národně demokratické straně. Zmiňuje se jako mladorusín. Po volbách roku 1907 byl uváděn coby člen poslaneckého Rusínského klubu, po volbách roku 1911 jako člen klubu Ukrajinské parlamentní zastoupení.
Zemřel v říjnu 1917 ve všeobecné nemocnici ve Vídni na těžkou žaludeční chorobu.